# Liste des piscines du canton de Genève
 (août 2025).
Motif : pas de sources secondaires centrées
- Archive Wikiwix
- Bing
- Cairn
- DuckDuckGo
- E. Universalis
- Gallica
- Google
- G. Books
- G. News
- G. Scholar
- Persée
- Qwant
- (zh) Baidu
- (ru) Yandex
- (wd) trouver des œuvres sur Wikidata

| 1. | Préciser le motif de la pose du bandeau. | Précisez le motif de la pose du bandeau en utilisant la syntaxe suivante : {{admissibilité à vérifier\|date=août 2025\|motif=remplacez ce texte par le motif}}                                              |
| 2. | Informer les utilisateurs concernés.     | Pensez à avertir le créateur de l'article, par exemple, en insérant le code ci-dessous sur sa page de discussion : {{subst:avertissement admissibilité à vérifier\|Liste des piscines du canton de Genève}} |

Cet article présente une liste des piscines publiques situées dans le canton de Genève, en Suisse,,.

## Galerie

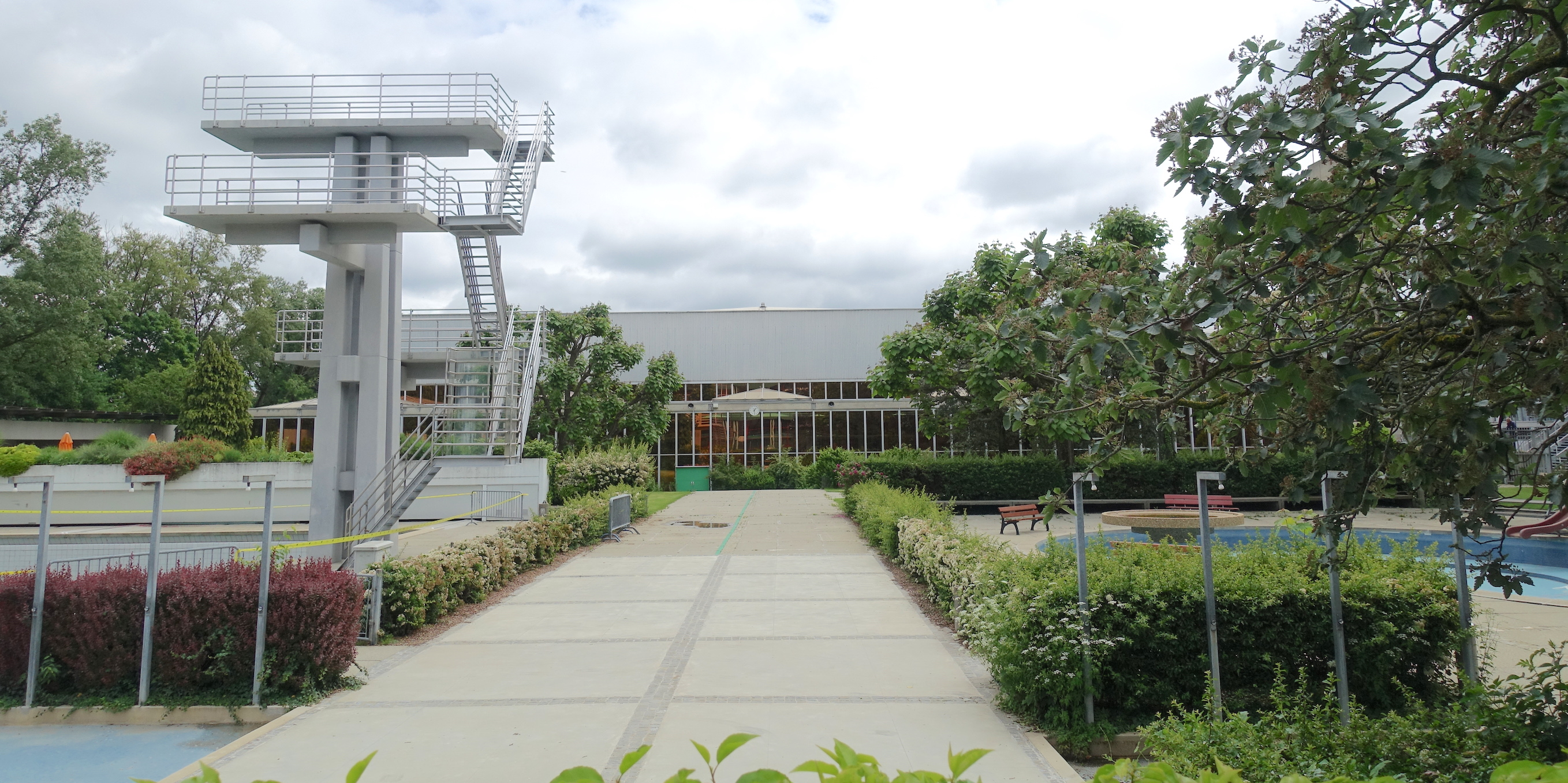
Piscine des Vernets, Genève-01

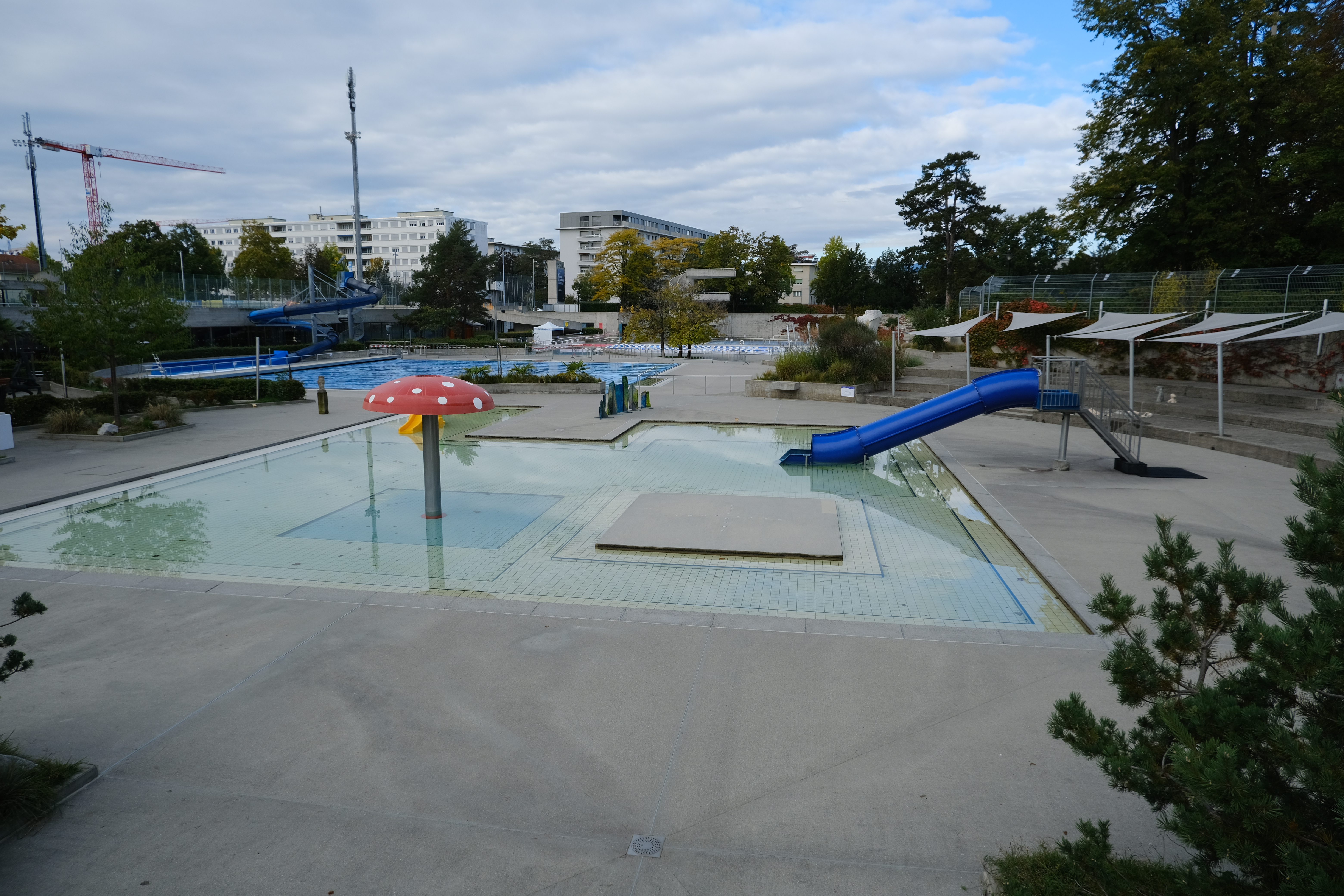
Piscine de Marignac @ Parc Marignac @ Lancy (50497122652)

## Liste
| Nom                      | Saison     | Localisation                     | Commune         | Type de piscine                                                          |
| ------------------------ | ---------- | -------------------------------- | --------------- | ------------------------------------------------------------------------ |
| Piscine de la Fontenette | Été        | Route de Veyrier 53              | Carouge         | Grand bassin: 50 mètres                                                  |
| Piscine des Pervenches   | Été, hiver | Avenue de la Praille 20          | Carouge         | Petit bassin: 25 mètres                                                  |
| Genève-Plage             | Été        | Quai de Cologny 5                | Cologny         | Grand bassin: 50 mètres                                                  |
| Piscine des Vernets      | Été, hiver | Rue Hans-WILSDORF 4              | Genève          | Grand bassin: 50 mètres                                                  |
| Piscine de Varembé       | Été, hiver | Avenue Giuseppe-MOTTA 46         | Genève          | Petits bassins: 25 mètres (extérieur) et 33.33 mètres (intérieur)        |
| Piscine de Pâquis-Centre | Été, hiver | Rue de Berne 50                  | Genève          | Petit bassin: 25 mètres                                                  |
| Piscine de Marignac      | Été, hiver | Avenue Eugène-LANCE 30           | Lancy           | Grand bassin: 50 mètres                                                  |
| Piscine de Livron        | Été        | Rue de Livron 2                  | Meyrin          | Petit bassin: 25 mètres                                                  |
| Piscine des Vergers      | Été, hiver | Avenue Louis-RENDU 9             | Meyrin          | Grand bassin: 50 mètres                                                  |
| Piscine Les Ailes        | Été        | Chemin des Ailes 35              | Meyrin          | Petit bassin: 25 mètres                                                  |
| Piscine d'Onex-Parc      | Été, hiver | Rue des Bossons 5                | Onex            | Petit bassin: 25 mètres                                                  |
| Piscine Le Sapay         | Été, hiver | Chemin Le-Sapay 8                | Plan-les-Ouates | Petit bassin: 25 mètres                                                  |
| Piscine du Pré-du-Camp   | Été, hiver | Route des Chevaliers-de-Malte 11 | Plan-les-Ouates | Petit bassin: 25 mètres                                                  |
| Piscine de Thônex        | Été, hiver | Chemin de Marcelly 8             | Thônex          | Petits bassins: 25 mètres (intérieur) et 25 mètres (extérieur)           |
| Piscine du Lignon        | Été, hiver | Route du Bois-des-Frères 30      | Vernier         | Grand bassin: 50 mètres (extérieur), petit bassin: 25 mètres (intérieur) |
| Piscine de Versoix       | Été        | Route de l'Etraz 201,            | Versoix         | Petits bassins: 2x 25 mètres et 10 mètres                                |